# Bloedbad van Kfar Etzion

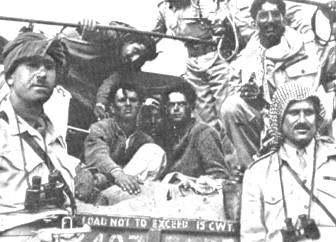
Abdullah Tell, Hikmat Mihyar en leden van het Arabisch Legioen poseren met twee van de overlevenden van het bloedbad van Kfar Etzion

Het Bloedbad van Kfar Etzion vond plaats op 13 mei 1948, één dag voor de onafhankelijkheidsverklaring van Israël in de kibboets Kfar Etzion tussen Jeruzalem en Hebron. Bij de aanval door leden van het Arabisch Legioen, aangevuld met plaatselijke strijders, werden meer dan 100 joodse inwoners van de kibboets vermoord.
Het verdelingsplan van de Verenigde Naties van 29 november 1947 plaatste Kfar Etzion in het aan de Palestijnse Arabieren toegewezen gedeelte van het mandaatgebied Palestina.
Kort na de aanname van dit verdelingsplan braken in het land onlusten uit. De Palestijnse bevolking wilde hun land helemaal niet verdeeld zien. Een eenheid van het Arabisch Vrijwilligers Leger was het gebied binnengekomen. De burgemeester van Hebron had de bewoners van het Etzion-Blok (de kibboetsen Kfar Etzion, Massoe’ot Jitshak, Ein Tsoerim (van de Nationaal Religieuze Mizrahi Partij) en Revadim (van de socialistische Hasjomer Hatza’ir-beweging), zo’n 500 kibboetzniks en Haganaleden) al vóór de 29e november aangeraden te vertrekken. “De sfeer is vijandig in de regio. Men ziet jullie als indringers en wil jullie weg hebben”. Zelfs had hij compensatie beloofd. Na de 29e waarschuwden ook de Britten.
Vanaf 12 januari 1948, nadat eerst een Hagana-konvooi uit West-Jeruzalem voor het Etzion-blok in een hinderlaag was geleid, volgde een aanval van enkele duizenden lokale militanten. Deze aanval werd afgeslagen. De Hagana nam wraak door Arabisch verkeer op de weg Jeruzalem-Hebron in hinderlagen te lokken. Op 15 januari werd een kolonne van 35 Haganaleden  vernietigd. Hun naakte en verminkte lichamen werden een dag later door een Britse patrouille gevonden.
"35", "Lamed-Heh" (in het Hebreeuws dat cijfers met letters kan aangeven) werd daarna een codenaam voor operaties van de Hagana, die daarmee wraak nam voor "Kfar Etzion". Het drama zou een voorwendsel worden voor David Ben Goerion en de zijnen voor een verandering van aanpak vanaf maart 1948: van wraak nemen op Arabische daden van verzet/geweld ging men over tot een offensieve benadering volgens een afgesproken finaal plan. De volgende offensieve operaties zouden gepaard (blijven) gaan met "tihur" (Hebr.etnische zuivering).
De Jisjoev ( olv David Ben Goerion ) besloot – na ampel beraad - het Etzion-blok niet op te geven maar het te verdedigen. Het was strategisch te belangrijk ( controle over de weg Jeruzalem-Hebron) en men wilde Arabische strijders binden die anders om Jeruzalem zouden meevechten. In april beval de Hagana de kibboetzniks – teneinde de druk op Jeruzalem te verminderen- om het verkeer op genoemde weg aan te vallen, daaronder voertuigen van het Arabisch Legioen  (Jordaans, maar één met het Britse leger) en het Britse leger.  Op 12 april volgde een korte aanval van het Arabisch Legioen op buitenposten van Kfar Etzion. Aanvallen van de Hagana volgden met slachtoffers aan de kant van het legioen.
Nu de deadline van het eind van de Britse terugtrekking (van Jeruzalem) nabij was groeide bij het Legioen de vrees dat de Hagana de weg zou blokkeren. Het 6e regiment van het Legioen kreeg de taak genoemde weg veilig te maken. Daartoe werden strafaanvallen bevolen. Een aanval op 4 mei op een Hagana-positie, vanwaar vaak aanvallen op de weg gedaan werden (het “Russische Klooster”) mislukte. Met doden aan beide zijden.
Op 12 mei 1948 begon het Arabisch Legioen de aanval op het Etzion-Blok. Al spoedig was men tot het centrale punt ervan gekomen en werd de landingsbaan ingenomen. Kfar Etzion was geïsoleerd. Nadat de Arabieren hun aanval voortzetten legden de verdedigers van Kfar Etzion op 13 mei hun wapens neer en gaven zich met witte vlaggen over omdat hun positie onhoudbaar was geworden.
De meer dan 100 mannen en vrouwen van de kibboets werden verzameld. Enkele Arabische soldaten dreigden met geweld. Andere corrigeerden hun collega’s. Een fotograaf met kefiya kwam en maakte foto’s. Ineens arriveerde een gepantserd voertuig en werd de groep beschoten. Een grote groep Arabische strijders stroomde samen. Er werd geroepen: “Deir Yassin ! (waar in april een bloedbad onder Palestijnen was aangericht).
Bijna alle verzamelde mannen en vrouwen werden vermoord. Gebouwen werden geplunderd en verwoest. Ook de gebouwen van de drie andere kibboetsen zouden (later) worden verwoest. Andere verdedigers werden elders vermoord..
Volgens verklaringen van het Arabisch Legioen was het legioen zelf niet betrokken bij de moorden, maar was het het werk van plaatselijke strijders. Legionairs redden 3 kibboetzniks, enkelen wisten te ontsnappen..
Sommige Israëlische historici zoals Amy Isserof meldden de moord op overgegeven gevangenen die zich in de kelder van een klooster hadden verscholen waarna er een handgranaat in de kelder werd geworpen. Isserof spreekt van 157 doden. Ook zou een vrouw door twee Legionnairs zijn verkracht waarna een Arabische officier ingreep en de vrouw redde. Na deze twee dagen hadden de Legionairs 27 doden te betreuren en de lokale militanten 42.
Met de val van Kfar Etzion was ook het lot van de drie andere kibboetsen bezegeld. Met de Britten en het Rode Kruis bereikte het Joods Agentschap een akkoord over hun overgave. Op 14 mei – de dag van de Onafhankelijkheidsverklaring van de staat Israël – bereikte een konvooi van het Rode Kruis het blok. Het Arabisch Legioen had zich een eind teruggetrokken, de lokale milities niet. Sterker, van daaruit werd geschoten met een aantal ontwapende joodse slachtoffers als gevolg. Vertegenwoordigers van het Rode Kruis en aangevoerde Arabische politieagenten uit Jeruzalem wisten te verkrijgen dat kleine eenheden van het Legioen de joodse nederzettingen konden binnengaan voor hun ordelijke overgave. Wapens werden afgenomen en de joodse kibboetsnik en Haganastrijders werden op vrachtwagens geladen. Het kwam tot vuurgevechten tussen Legionnairs, die de joden wilden beschermen, en militanten, die meer wraak wilden. De 357 POW’s werden naar Transjordanië gebracht, waar zij bleven tot het eind van het conflict.
De doden van Kfar Etzion kregen later een militaire begrafenis in Jeruzalem.
Bij de Zesdaagse Oorlog van 1967 kwam Kfar Etzion in Israëlische handen.